# Битва за Фау-1
Битва за Фау-1 (англ. Battle of the V-1) — британський фільм 1958 року.

## Сюжет
1943 рік. Група польського опору виявляє деталі виробництва німецьких Фау-1 на Пенемюнде. Їм вдається передати інформацію керівникам розвідки в Лондоні, щоб розпочати бомбардування бази. Група повинна вкрасти Фау-1 під час випробування і переправити його в Сполучене Королівство.

## У ролях
| Актор           | Роль      |
| --------------- | --------- |
| Майкл Ренні     | Стефан    |
| Патриція Медіна | Зофья     |
| Міллі Вітале    | Анна      |
| Девід Найт      | Тадек     |
| Езмонд Найт     | Страйкер  |
| Крістофер Лі    | Бруннер   |
| Джон Дж. Хеллер | Фріц      |
| Карл Джаффе     | генерал   |
| Пітер Медден    | Станіслав |
| Джордж Правда   | Каревські |